# راویل
راویل (به فرانسوی: Raville) یک کمون در فرانسه است که در Canton of Pange واقع شده‌است.

## خصوصیات
راویل ۷٫۰۶ کیلومترمربع مساحت و ۱۸۷ نفر جمعیت دارد و ۲۰۰ متر بالاتر از سطح دریا واقع شده‌است.